# NGC 278

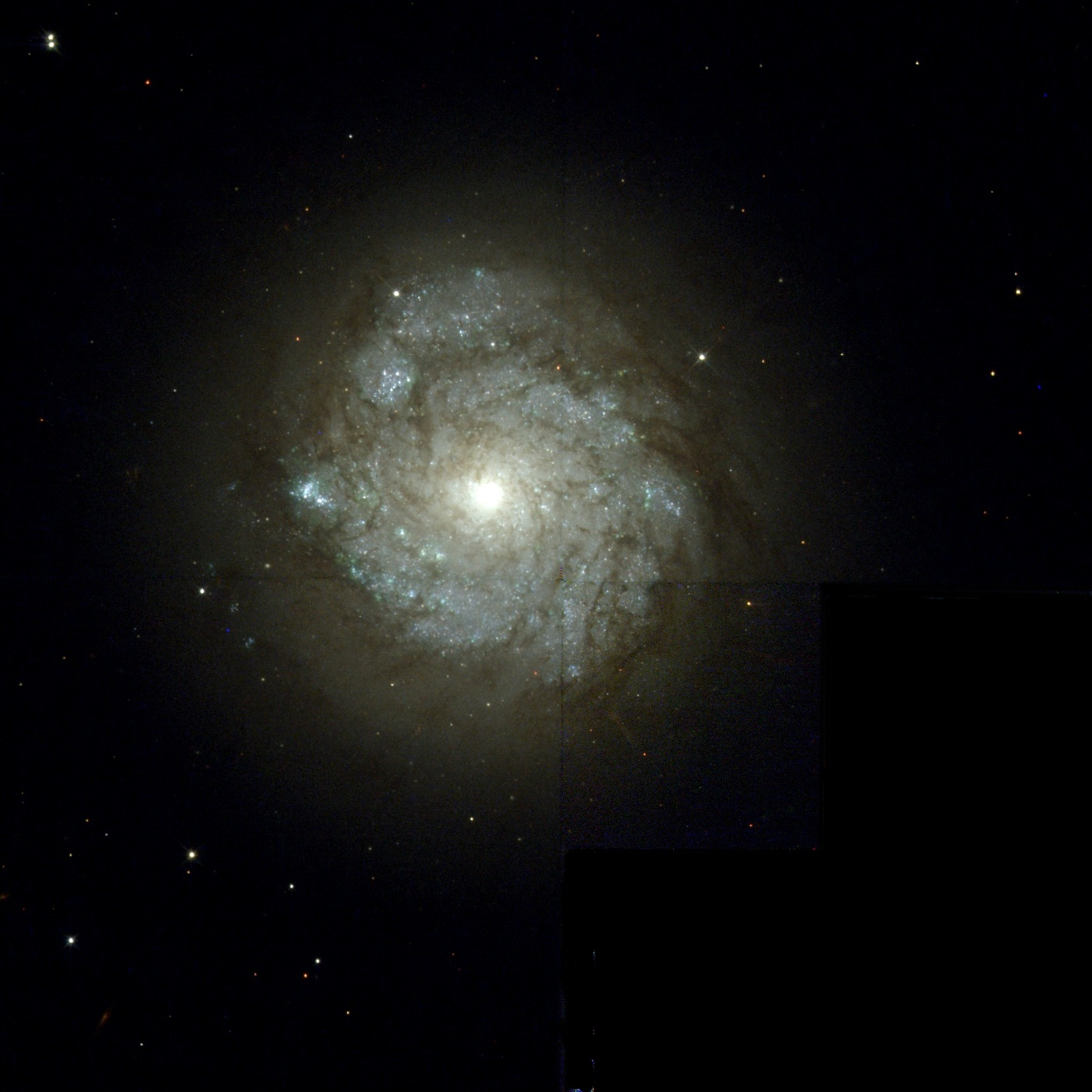
NGC 278 par le télescope spatial Hubble.

NGC 278 est une galaxie spirale intermédiaire située dans la constellation de Cassiopée. NGC 378 a été découverte par le l'astronome germano-britannique William Herschel en 1864.

## Caractéristiques
Sa vitesse par rapport au fond diffus cosmologique est de 368 ± 18 km/s, ce qui correspond à une distance de Hubble de 5,43 ± 0,46 Mpc (∼17,7 millions d'al).
À ce jour, cinq mesures non basées sur le décalage vers le rouge (redshift) donnent une distance de 18,620 ± 6,883 Mpc (∼60,7 millions d'al), ce qui est nettement à l'extérieur des valeurs de la distance de Hubble. Étant donné la faible vitesse radiale de NGC 278, cette valeur de la distance est probablement plus près de la réalité que la distance de Hubble.
La classe de luminosité de NGC 278 est II et elle présente une large raie HI. Elle renferme également des régions d'hydrogène ionisé,. La luminosité de la galaxie de NGC 278 dans l'infrarouge lointain (de 40 à 400 µm) est égale à 7,49 × 109 {\displaystyle L_{\odot }} (109,90{\displaystyle L_{\odot }}) et sa luminosité totale dans l'infrarouge (de 8 à 1 000 µm) est de 1,07 × 1010 {\displaystyle L_{\odot }} (1010,03{\displaystyle L_{\odot }}).
NGC 278 est une petite galaxie compacte relativement près du Groupe local avec une brillance de surface élevée et un haut taux de formation d'étoiles dans un rayon de 2 kiloparsecs, qui peut avoir été causé par la fusion de cette galaxie avec un compagnon plus petit.

## Morphologie
NGC 278 a été utilisée par Gérard de Vaucouleurs comme une galaxie de type morphologique SA(rs)b dans son atlas des galaxies,.
Eskridge, Frogel et Pogge ont publié un article en 2002 décrivant la morphologie de 205 galaxies spirales ou lenticulaires rapprochées. Les observations ont été réalisées dans la bande H de l'infrarouge et dans la bande B (le bleu). Selon Eskridge et ses collègues, NGC 278 est de type  Sab dans la bande B et de type Sb dans la bande H. NGC 278 est une galaxie que l'on voit de face. Son noyau est circulaire, résolu et condensé au centre. Il est intégré dans un bulbe légèrement elliptique. Le rapport bulbe/disque est assez élevé. C'est une galaxie spirale à deux bras qui sont étroitement enveloppés. Des bandes de poussière évidentes et des zones de formation d'étoiles se trouvent dans les bras.

### Un disque entourant le noyau
Grâce aux observations du télescope spatial Hubble, on a détecté un disque de formation d'étoiles autour du noyau de NGC 278. La taille de son demi-grand axe est estimée à 260 pc (~850 années-lumière).

## Culture
En 2020, cette galaxie a été offerte au boys band coréen GOT7 à l'occasion de leur 6ème anniversaire.